# سوفي لي ستون
سوفي لي ستون (بالإنجليزية: Sophie Leigh Stone)‏ هي ممثلة بريطانية، ولدت في 1981.

## وصلات خارجية
- سوفي لي ستون على موقع IMDb (الإنجليزية)
- سوفي لي ستون على موقع قاعدة بيانات الفيلم (الإنجليزية)